# Ouanary
Ouanary är en kommun i det franska utomeuropeiska departementet Franska Guyana i Sydamerika. År 2022 hade Ouanary 200 invånare.

## Befolkningsutveckling
| Befolkningsutvecklingen i Ouanary 1990–2021 | Befolkningsutvecklingen i Ouanary 1990–2021 | Befolkningsutvecklingen i Ouanary 1990–2021 | Befolkningsutvecklingen i Ouanary 1990–2021 | Befolkningsutvecklingen i Ouanary 1990–2021 |
| ------------------------------------------- | ------------------------------------------- | ------------------------------------------- | ------------------------------------------- | ------------------------------------------- |
|                                             |                                             |                                             |                                             |                                             |
| År                                          |                                             |                                             | Folkmängd                                   |                                             |
| 1990                                        | 1990                                        |                                             | 82                                          |                                             |
| 1999                                        | 1999                                        |                                             | 92                                          |                                             |
| 2007                                        | 2007                                        |                                             | 85                                          |                                             |
| 2015                                        | 2015                                        |                                             | 165                                         |                                             |
| 2021                                        | 2021                                        |                                             | 251                                         |                                             |